# Godzilla: City on the Edge of Battle
Godzilla: City on the Edge of Battle (Godzilla 決 戦 機動 殖 殖 都市Gojira: Kessen Miho Zōshoku Toshi), também conhecido como Godzilla Parte 2: Cidade no limiar da Batalha no Brasil, e Godzilla: No Limiar da Batalha em Portugal, é um filme japonês de computação gráfica de 2018 produzido pela Toho e animado pela Polygon Pictures em associação com a Netflix . É o 33º filme da franquia Godzilla , o 31° produzido por Toho, e o segundo na trilogia. É uma continuação de Godzilla: Planet of the Monsters e é co-dirigido por Kōbun Shizuno e Hiroyuki Seshita. O filme foi lançado nos cinemas do Japão em 18 de maio de 2018 e distribuído mundialmente pela Netflix em 18 de julho de 2018. O último filme da trilogia, Godzilla: The Planet Eater, foi lançado no Japão em 9 de novembro de 2018.

## Enredo
Após os eventos do filme anterior, A Aratrum é incapaz de contatar Haruo e o resto após o encontro com o Godzilla original. O capitão explica que, se os drones não encontrarem sobreviventes em até quarenta e oito horas, a nave deixará o planeta.
Haruo Sakaki é resgatado por uma garota nativa chamada Miana e tem suas feridas tratadas com um pó estranho. Ela pertence a uma tribo indígena chamada "Houtua", que são descendentes de humanos. Os Houtua resgatam a equipe de Haruo e os detêm para interrogatório. Miana e sua irmã gêmea, Maina, usam a telepatia para se comunicar com seus convidados e entender suas razões para destruir suas terras.
Depois que os Houtua percebem que o grupo estava atrás de Godzilla, as gêmeas informam a Haruo que seu deus foi destruído por Godzilla e deixou um ovo para trás. Com a compreensão de que Haruo está travando uma guerra contra Godzilla e não contra os Houtua, eles são libertados, mas as gêmeas os acompanham como guias de proteção e observadores. O grupo é atacado por um enxame de criaturas semelhantes a vermes, mas são capazes de combatê-los com a ajuda das gêmeas. Durante a luta, Galu-Gu percebe que as flechas dos Houtua estão atadas com "nano metal", um remanescente do Mecha-Godzilla . Eles são então atacados por um grupo de Servums, mas Metphies chega com alguns outros sobreviventes e os expulsa.
Galu-Gu explica que a nanotecnologia que construiu o Mecha-Godzilla de alguma forma sobreviveu e nos últimos 20.000 anos, ela se auto-replicou e se expandiu. Com isso em mente, os Bilusaludos dizem a Haruo e o resto que eles podem derrotar Godzilla com o nano metal, o que leva Haruo e o resto da tripulação a permanecer na Terra e continuar com o plano original de derrotar Godzilla. Eles conseguem fazer contato com a Aratrum, que leva os poucos tripulantes que desejavam sair e concorda em permanecer em órbita. Traçando a fonte de uma assinatura de energia que detectaram, eles descobrem que os nanomateriais reconstruíram a antiga instalação que continha Mecha-Godzilla, que Galu-Gu chama de "Cidade Mecha-Godzilla".
As gêmeas vão embora, mas advertem Haruo que o nano metal é tóxico; os Bilusaludos asseguram ao grupo que a tecnologia é inofensiva para eles. A equipe logo descobre que, embora Mecha-Godzilla tenha sido destruído, metade de sua cabeça sobreviveu, reconstruiu e expandiu a instalação original onde foi criado. Galu-Gu consegue ter acesso ao cérebro sobrevivente e constrói todos os materiais necessários para eles prenderem Godzilla dentro da cidade e depois cobri-lo com nano metal, antes de exterminá-lo com arpões PEM. Enquanto supervisiona a construção, Yuko confessa seus sentimentos por Haruo e o beija.
Godzilla acorda e avança rapidamente sobre a cidade, o que força Galu-Gu a sacrificar as defesas, a fim de desviar a energia para terminar a construção do arpão. Haruo, Yuko e Belu-be batalham contra Godzilla com os novos ternos aéreos "Abutre", a fim de retardá-lo. O trio conseguiu segurar Godzilla por tempo suficiente para a cidade completar sua construção e continuar a atraí-lo para a armadilha. Godzilla sobrevive ao ataque e superaquece a instalação. Galu-Gu recusa-se a perder e decide fundir-se com o nano metal.
Enquanto os restantes Bilusaludos abraçam a fusão, os humanos ficam chocados e escapam da cidade. Os três abutres começam a se fundir com seus pilotos, contra a vontade de Yuko. Para a perplexidade de Galu-Gu, o nano metal parece não ter nenhum efeito sobre Haruo e não consegue assimilá-lo. Metphies adverte Haruo que, se não for interrompido, a cidade Mecha-Godzilla consumirá todo o planeta. Galu-Gu argumenta que, a fim de derrotar Godzilla, eles devem se tornar maiores que a humanidade. Haruo está em conflito, mas finalmente escolhe vencer a batalha com sua humanidade intacta. Ele destrói o centro de comando, junto com Galu-Gu, o que desativa o nano metal, mas liberta Godzilla, que destrói a cidade. Haruo vai até Yuko, que é incapaz de acordar de seu estado de coma, enquanto os seres humanos sobreviventes se escondem em uma caverna com Metphies enquanto tudo queima em torno deles.
Em uma cena pós-créditos que retorna a uma cena anterior, Metphies explica a Haruo que um monstro, mais poderoso que Godzilla, destruiu seu planeta e revela que o nome do monstro é "Ghidorah"

## Elenco
| Personagem       | Dublador         |
| ---------------- | ---------------- |
| Haruo Sakaki     | Mamoru Miyano    |
| Metphies         | Takahiro Sakurai |
| Yuko Tani        | Kana Hanazawa    |
| Martin Lazzari   | Tomokazu Sugita  |
| Adam Bindewald   | Yuki Kaji        |
| Mulu-Elu Galu-Gu | Junichi Suwabe   |
| Maina            | Reina Ueda       |
| Miana            | Ari Ozawa        |
| Rilu-Elu Belu-be | Kenta Miyake     |
| Unberto Mori     | Kenyu Horiuchi   |
| Halu-Elu Dolu-do | Kazuya Nakai     |
| Endurph          | Kazuhiro Yamaji  |

## Produção
A segunda parte da trilogia foi anunciada em uma segunda cena pós-créditos no lançamento do primeiro filme, revelando o título em japonês, o pôster de Mechagodzilla e a data de lançamento do filme em 2018. O título foi revelado como Gojira: Kessen Miho Zōshoku Toshi, enquanto o título inglês foi mais tarde revelado como Godzilla: City on the Edge of Battle. Em março de 2018, o site oficial do filme revelou um novo pôster, detalhes do enredo, e que o cantor XAI voltaria para tocar a música tema do filme The Sky Falls.

### Música
Takayuki Hattori voltou a compor a trilha sonora, marcando sua quarta trilha sonora de Godzilla. Em seu trabalho no filme, Hattori afirmou:
"18 anos depois de Godzilla 2000, estou feliz por estar de volta ao mundo do novo Godzilla que foi aberto por Shin Godzilla. Este é o primeiro filme de animação da história do Godzilla, e estou animado por poder assumir o desafio, enquanto ao mesmo tempo eu sinto que é uma missão muito importante. Eu acho que este será um filme do Godzilla que você não poderá imaginar. Eu expressei na música meus próprios sentimentos sobre os personagens e a presença esmagadora de Godzilla criada pelo dois diretores, o Sr. Shizuno e o Sr. Seshita."

## Lançamento
Godzilla: City on the Edge of Battle foi lançado no Japão em 18 de maio de 2018, e lançado mundialmente pela Netflix em 18 de julho de 2018.

### Bilheteria
Godzilla: City on the Edge of Battle foi lançado em 158 cinemas no Japão e alcançou o oitavo lugar nas bilheterias. O filme arrecadou 100 milhões de ienes em sua primeira semana.

### Recepção crítica
Naoya Fujita da IGN deu ao filme uma classificação de 4,5, indicando uma classificação "ruim", afirmando: " Godzilla: Cidade no limiar da batalha leva alguns ingredientes promissores, mas os cozinha em uma refeição intragável. Nós nunca entendemos pelo que os protagonistas estão lutando, e não há nem mesmo uma cena satisfatória de destruição urbana. Ele falha emocionalmente e visceralmente."  James Grebey da Inverse chamou o filme de "insensatamente inútil", afirmando que é "extremamente auto-sério, deprimente e relativamente leve em diversão" e o chamou de "o maior fracasso na filmografia de Godzilla"
James Perkins da HeyUGuys deu ao filme 3 de 5, afirmando que o filme não é "nem a melhor ou a pior iteração da franquia Godzilla, mas é definitivamente feito com a intenção de tentar algo novo, mas adicionando um pesado elemento sci-fi e futurista para o famoso monstro. Jeff Pawlak do Geekiverse premiou o filme em 5,5 de 10, sentindo que o filme tinha "grandes idéias" com um "cenário interessante", mas sentiu que a animação Computadorizada era "feia como sempre", sentiu falta de personagens complexos e de ação , afirmando que "Cidade no Limiar da Batalha engana completamente a passagem de Planeta dos Monstros, deixando de explorar adequadamente a valiosa construção do mundo que introduz ou que o seu antecessor introduziu".